# 동백나무속

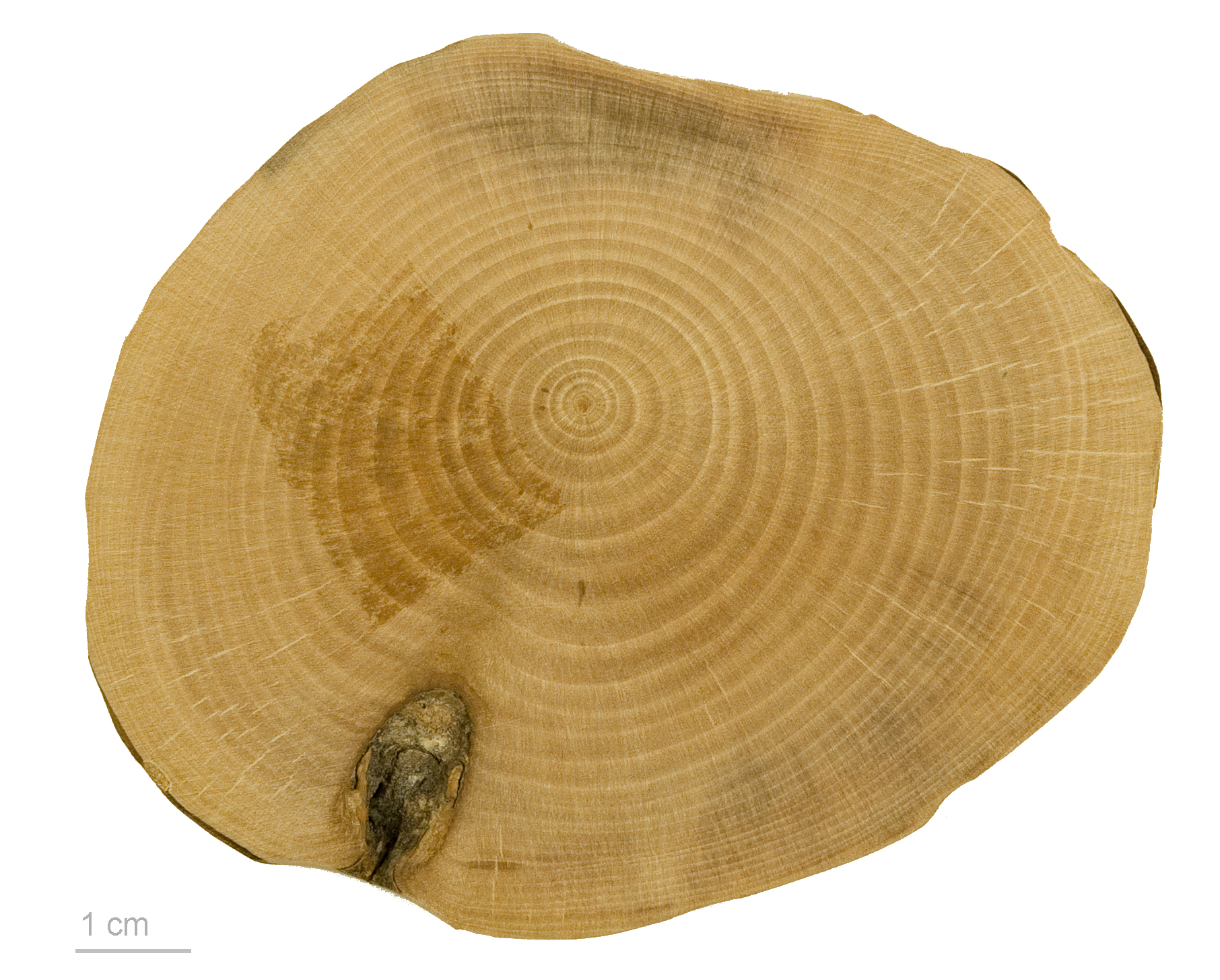
Camellia japonica

동백나무속(Camellia)은 차나무과의 속이다. 100~250여 종으로 이루어져 있다.

## 한국의 종
- 동백나무 Camellia japonica L.
  - 흰동백나무 Camellia japonica for. albipetala H.D.Chang
  - 긴잎동백나무 Camellia japonica for. longifolia Uyeki
  - 색동백나무 Camellia japonica for. variegata Uyeki
- 애기동백나무 Camellia sasanqua Thunb.
- 차나무 Camellia sinensis L.